# Дзета Стрельца
Дзета Стрельца (ζ Стрельца, Zeta Sagittarii, ζ Sagittarii, сокращ. Zeta Sgr, ζ Sgr) — кратная звёздная система в созвездии Стрельца. 
Хотя звезда и имеет обозначение Дзета (6-я буква греческого алфавита), однако сама звезда 3-я по яркости в созвездии, после Эпсилон Стрельца (1,79m) и Сигма Стрельца (+2,05m). Звезда имеет видимую звёздную величину +2.59, и, согласно шкале Бортля, видна невооружённым глазом даже на внутригородском небе (англ. Inner-city). 
Из измерений параллакса, полученных во время миссии Hipparcos, известно, что звезда удалена примерно на 88 ± 2 св. лет (27,0 ± 0,6 пк) от Земли. Звезда наблюдается южнее 61° с. ш., то есть, то есть южнее Абердина (57° с. ш.), Осло (59° с. ш.), Санкт-Петербурга (59° с. ш.). Звезда Дзета Стрельца имеет большое южное склонение и поэтому в средних широтах России звезда видна очень низко над горизонтом. Лучшее время для наблюдения — июль, когда она видна в южных областях России.
Дзета Стрельца движется со скоростью в 2 раза быстрее относительно Солнца, чем остальные звёзды: её радиальная гелиоцентрическая скорость: +22 км/с, что 2,2 раза быстрее скорости местных звёзд Галактического диска, а также это значит, что звезда удаляется от Солнца и около 1,0-1,4 миллиона лет назад, находилась в пределах 7,5 ± 1,8 св. лет (2,3 ± 0,55 пк) от Солнца.

## Имя звезды
Дзета Стрельца — (латинизированный вариант лат. Zeta Sagittarii) является обозначением Байера, данное им звезде в 1603 году.
У звезды также есть обозначение данное Флемстидом — 38 Стрельца (лат. 38 Sagittarii) и обозначение, данное Гулдом — 130 G Стрельца (лат. 130 G Sagittarii).
Дзета Стрельца имеет традиционное имя Аскелла (лат. Ascella), от позднелатинского слова, означающего «подмышка» (Стрельца). В каталоге звёзд «Календарь Аль-Ахсаси аль-Муаккета» эта звезда была обозначена как «Талат аль-Садира» (лат. Thalath al Sadirah), которая была переведена на латынь как «Tertia τού al Sadirah», что означает «третий возвращающийся страус», поскольку Фи Стрельца, Сигма Стрельца, Дзета Стрельца, Хи Стрельца, Тау Стрельца образуют астеризм в «возвращающиеся (в гнездо) страусы».
В 2016 году Международный астрономический союз организовал Рабочую группу при МАС по звёздным именам (WGSN) для каталогизации и стандартизации имён собственных звёзд. WGSN утвердил название Аскелла («Ascella») для компоненты Дзета Стрельца A. C 12 сентября 2016 года оно включено в Список утверждённых МАС звёздных имён.
Дзета Стрельца, вместе с Гамма Стрельца, Дельта Стрельца, Эпсилон Стрельца, Лямбда Стрельца, Сигма Стрельца, Тау Стрельца и Фи Стрельца образуют астеризм Чайник.
В китайской астрономии, звезда относится к созвездию 參旗 (Sān Qí) «Ковш» вместе с Фи Стрельца, Лямбда Стрельца, Мю Стрельца, Сигма Стрельца, Тау Стрельца. Следовательно, китайское название самой Дзета Стрельца — 斗宿一, Dǒu Sù yī — «Первая звезда ковша» — англ. the First Star of Dipper.
На данный момент звезда различными методами разрешается на три компонента. При наименовании трёх компонентов используют обозначения Дзета Стрельца A, B и С согласно конвенции, используемой Вашингтонским каталогом визуально-двойных звёзд (WDS)  и принятой Международным астрономическим союзом (МАС), для  обозначения звёздных систем.

## Свойства кратной системы
Дзета Стрельца имеет два главных гравитационно-связанных компонента: первый компонент — A является звездой спектрального класса А с видимой звёздной величиной +3,26m. Второй компонент — B, имеет видимую звёздную величину +3.47m (суммарная яркость даёт двойной системе звёздную величину  +2.61m, которую мы наблюдаем). Оба компонента классифицируется либо как карлики спектрального класса А2 (что подразумевает термоядерную реакцию синтеза гелия из водорода), либо как субгиганты А4 (что подразумевает недавнюю остановку синтеза), последнее утверждение кажется наиболее верным.
На расстоянии 71,6 " находится  ещё одна звезда, компонент С одиннадцатой звёздной величины (10,63m), но скорее всего это оптический компонент и гравитационно с двумя другими компонентами не связан. 
Из-за их близости друг к другу параметры звёзд плохо изучены (свет одной звезды искажает свет другой). Они вращающиеся вокруг друг друга на угловом расстоянии в среднем не менее половины секунды дуги (что делает их разрешение большой проблемой даже для глаза вооружённого телескопом). На расстоянии 88 ± 2 св. лет это соответствует размеру большой полуоси  13,4 а.е. (на 40% дальше, чем орбита Сатурна). Период вращения системы, по крайней мере, 21,075 лет . Орбита имеет умеренный эксцентриситет равный 0.211 (примерно как у Меркурия — 0,205).  Звёзды сближаются на минимальное расстояние 10,6 а.е. (то есть примерно на орбиту Сатурна), и удаляется их на максимальное расстояние 16,1 а.е. (то есть примерно на 15 % ближе, чем орбита Урана). Из орбиты и законов Кеплера можно найти функцию масс, которая соответствует нижней оценки суммарной массы системы равной 5,26 ± 0,37 {\displaystyle M_{\bigodot }}, что на 25 % больше, чем определяется по светимости и температуре (и теории звёздной структуры и эволюции). 
Для того чтобы планета, аналогичная нашей Земле, получала примерно столько же энергии, сколько она получает от Солнца, её надо было бы поместить на расстоянии 5,57 а.е., то есть примерно туда, где в Солнечной системе находится Юпитер. Причём с такого расстояния, Дзета Стрельца A выглядела бы почти на 40 % меньше нашего Солнца, каким мы его видим с Земли — 0,31° (угловой диаметр нашего Солнца — 0,5°). Однако, в системе вряд ли есть не только обитаемые планеты, но и планеты вообще, поскольку совместная гравитация обеих звёзд выметет их из системы. Возраст системы Дзета Стрельца около 0,5—0,7 млрд. лет, поэтому, если в ней и образовались какие-нибудь планеты, то скорее всего они будут подобны Меркурию или Венере в Солнечной системе, как по расстоянию до звезды, так и по своим свойствам.

### Компонент A
Дзета Стрельца A — карлик, спектрального класса A2V, что указывает на то, что водород в ядре звезды служит ядерным «топливом», то есть звезда находится на главной последовательности. Звезда излучает энергию со своей внешней атмосферы при эффективной температуре около 9000 К, что придаёт ей характерный бело-жёлтый цвет звезды спектрального класса A и делает её источником ультрафиолетового излучения.
Масса звезды обычна для карлика и составляет: 2,2 {\displaystyle M_{\bigodot }}. Eё радиус более чем в три раза больше радиуса Солнца и составляет 3,27 {\displaystyle R_{\bigodot }}. Также звезда гораздо ярче нашего Солнца, её светимость составляет 31 {\displaystyle L_{\bigodot }}.
Звезда имеет поверхностную гравитацию 3,9 СГС или 79,4 м/с2, то есть значительно меньше, чем на Солнце (274,0 м/с2), что, по-видимому, может объясняться большой поверхностью звезды. Скорость вращения равна 77 км/с, что даёт период вращения звезды порядка 5 дней.

### Компонент B
Дзета Стрельца B — звезда спектрального класса A4. Масса звезды равна 2,1 {\displaystyle M_{\bigodot }}. Эта звезда, как и её компаньон, гораздо ярче нашего Солнца, её светимость составляет 26 {\displaystyle L_{\bigodot }}. Звезда излучает энергию со своей внешней атмосферы при эффективной температуре около 8500 К, что придаёт ей характерный бело-жёлтый цвет звезды спектрального класса A и делает её, как и её компаньона, источником ультрафиолетового излучения.

## История изучения кратности звезды
Согласно Вашингтонскому каталогу визуально-двойных звёзд, параметры этих компонентов приведены в таблице:
| Компонент | Год  | Количество измерений | Позиционный угол | Угловое расстояние | Видимая звёздная величина 1 компонента | Видимая звёздная величина 2 компонента |
| --------- | ---- | -------------------- | ---------------- | ------------------ | -------------------------------------- | -------------------------------------- |
| AB        | 1867 | много                | 258 °            | 0.9                | 3.27m                                  | 3.48m                                  |
| AB        | 2017 | много                | 247°             | 0.6                | 3.27m                                  | 3.48m                                  |
| AB-С      | 1905 | 2+                   | 262°             | 75,0               | 2.6m                                   | 10.63m                                 |
| AB-С      | 1977 | 2+                   | 302°             | 74.6               | 2.6m                                   | 10.63m                                 |
| AB-С      | 2013 | 2+                   | 302°             | 71.6               | 2.6m                                   | 10.63m                                 |

Обобщая все сведения о звезде, можно сказать, что у звезды есть спутник — Дзета Стрельца B и что звезды движутся вместе в пространстве, то есть звёзды не просто находится на линии прямой видимости, но связаны друг с другом гравитационно.
На расстоянии 71,6 " находится звезда одиннадцатой величины (10,63m), то есть компонент «С». Если это действительно часть системы, то это должен быть оранжевый карлик спектрального класса K7, расположенный на расстоянии не менее 2000 а.е. от пары звёзд AB, который вращается с периодом не менее 40 000 лет. Тем не менее, небольшие сдвиги в угловом расстоянии за прошедшее столетие связаны с ожидаемым движением пары звёзд AB в пространстве относительно отдалённого фона, а поэтому малое движения компонента «С», вероятно, является простым совпадением звезды, лежащей на линии прямой видимости, добавляя неопределённости системе Дзета Стрельца.